# 薩伏依的瑪麗亞·加布里埃拉
薩伏依的瑪麗亞·加布里埃拉（義大利語：Maria Gabriella di Savoia，1940年2月24日—），末代義大利國王翁貝托二世的次女。

## 家庭
1969年，瑪麗亞·加布里埃拉與羅伯特·策林格·德·巴爾卡尼結婚，兩人有一個女兒：埃莉莎貝塔（Elisabetta Zellinger de Balkany，1972年—）。